# 平手氏
平手氏（ひらてし）は、日本の氏族。

## 出自
平手氏は『尾張諸家系図』によれば、新田氏流世良田氏一族の世良田有親の子とされる平手義英なる人物を祖とする氏族と伝わる。
しかし、これは後世の系譜の仮冒（）とされ、実際は久松氏と同族とされ、菅原氏から出たとの説もある。さらに尾張国の豪族・荒尾宗顕（在原朝臣姓荒尾氏）の系統、賀茂氏の流れなど諸説あって判然としない。
小和田哲男の説によると、南北朝時代には南朝方として活躍したといわれる。
戦国時代には織田信長の傅役を務めたことで有名な平手政秀がいる。政秀は若き頃の血気盛んな信長の奇行を諌めるため自害した。子の平手久秀が信長と諍（）いを起こしたことが原因との説もある。政秀の娘の清（雲仙院）は信長の弟・織田長益（有楽斎）の正室になった。久秀の子である平手汎秀は三方ヶ原の戦いにおいて討死した。政秀の甥である平手季胤（秀胤）は織田信雄に仕えた。なお、政秀の兄弟である政利から野口氏という庶流も出ている。
長益系長政流の芝村藩の平手氏は、江戸時代に藩の家老や用人を輩出している。織田輔宜の用人に「平手角右衛門」、織田長教の家老に「平手術守」、織田長易の家老に「平手覚馬」の名がある。

## 系図
```
荒尾宗顕
?
 ￤

秀家
（平手氏）
 ┃

秀定

 ┃

英秀

 ┃

経英

 ┣━━━━━━━━━┳━━━━━━━┳━━━━━━━┓

政秀
　　　　　　　　
季定（秀定）
　　
野口政利
　　　　
長成

 ┣━━━━┓　　　　┃　　　　　　　┃

長政
　　　
久秀
　　　
季胤（秀胤）
　　
政知

 　　　　　┃　　　　　　　　　　　　┃
　　　　　
汎秀
　　　　　　　　　　　
政矩

　　　　　　　　 　　　　　　　　　　┣━━━━┓
　　　　　　　　　　　　　　　　　　
政種
　　　
政清
```